# Consumer Electronics Hall of Fame
Le Consumer Electronics Hall of Fame, créé par la Consumer Electronics Association (CEA), récompense les leaders dont la créativité, la persévérance, la détermination et le charisme ont influencé l'industrie et ont fait de l'électronique ménager ce qu'il est aujourd'hui. Selon le CEA, les personnes intronisées dans le Hall of Fame ont eu un impact significatif sur le monde et sans elles, nos vies ne seraient pas les mêmes.
La première intronisation, d'une cinquantaine de personnes, s'est faite en 2000 à l'occasion du Consumer Electronics Show. 

## Personnes membres
- 2008 : Fritz Sennheiser
- 2008 : Ken Kutaragi
- 2008 : Martin Cooper
- 2008 : Donald Linder
- 2008 : Dean Dunlavey
- 2008 : Eddy Hartenstein
- 2008 : Joe Clayton
- 2008 : Warren Lieberfarb
- 2008 : Jewel Abt
- 2008 : David Abt
- 2008 : Richard Sharp
- 2008 : Hans Fantel
- 2007 : John McDonald
- 2007 : Paul Allen
- 2007 : Steven Sasson
- 2007 : Dr. Amar Bose
- 2007 : Karlheinz Brandenburg
- 2007 : Richard Schulze
- 2007 : Dieter Seitzer
- 2007 : William G. Crutchfield, Jr.
- 2007 : Art Weinberg
- 2007 : James Edward Day
- 2007 : Heinz Gerhäuser
- 2006 : Howard Ladd
- 2006 : Donald Bitzer
- 2006 : John F. Doyle
- 2006 : Gordon Moore
- 2006 : Robert Galvin
- 2006 : A.J. Richard
- 2006 : Andrew Grove
- 2006 : John Roach
- 2006 : George Heilmeier
- 2006 : H. Gene Slottow
- 2006 : Nicholas Holonyak
- 2006 : Robert Willson
- 2005 : Art Levis
- 2005 : Ken Crane
- 2005 : Jack Luskin
- 2005 : Joseph  Donahue
- 2005 : Masaharu Matsushita
- 2005 : Harry Elias
- 2005 : John Winegard
- 2005 : George Fezell
- 2005 : Saul Gold
- 2005 :  William Hewlett
- 2005 : David Packard
- 2004 : Paul Klipsch
- 2004 : Alan Dower Blumlein
- 2004 : Henry Brief
- 2004 : Norio Ohga
- 2004 : Robert E. Gerson
- 2004 : Dr. Woo Paik
- 2004 : Ken Kai
- 2004 : Steve Wozniak
- 2004 : Jerry Kalov
- 2004 : Richard Frenkiel
- 2004 : Joel S. Engel
- 2003 : Kenjiro Takayanagi
- 2003 : Kees A. Schouhamer Immink
- 2003 : Joseph Tushinsky
- 2003 : William Kasuga
- 2003 : Alan Wurtzel
- 2003 : Atwater Kent
- 2003 : Leonard Feldman
- 2003 : Herbert Borchardt
- 2003 :  Jules Steinberg
- 2002 : Ernst Alexanderson
- 2002 : Walter Fisher
- 2002 : Bernard Appel
- 2002 : Raymond Gates
- 2002 : W.G.B. Baker
- 2002 : William Powell Lear
- 2002 : William E. Boss
- 2002 : Sol Polk
- 2002 : Richard Ekstract
- 2002 : Jack K. Sauter
- 2001 : Earl Muntz
- 2001 : Emil Berliner
- 2001 : Sir John Ambrose Fleming
- 2001 : Valdemar Poulsen
- 2001 : Hugo Gernsback
- 2001 : George Westinghouse
- 2001 : Peter Laurits Jensen
- 2000 : Ray Dolby
- 2000 : Benjamin Abrams
- 2000 : Masaru Ibuka
- 2000 : Alexander M. Poniatoff
- 2000 : Robert Adler
- 2000 : Allen B. DuMont
- 2000 : Eldridge R. Johnson
- 2000 : Ed Roberts
- 2000 : Edwin Armstrong
- 2000 : Thomas Edison
- 2000 : Jack Kilby
- 2000 : David Sarnoff
- 2000 : John Logie Baird
- 2000 : Carl Eilers
- 2000 : Henry Kloss
- 2000 : Hermon Hosmer Scott
- 2000 : William Balderston
- 2000 : Philo T. Farnsworth
- 2000 : John C. Koss
- 2000 : Yuma Shiraishi
- 2000 : John Bardeen
- 2000 : Reginald Aubrey Fessenden
- 2000 : David Lachenbruch
- 2000 : William Shockley
- 2000 : Saul B. Marantz
- 2000 : John Bardeen
- 2000 : Reginald Aubrey Fessenden
- 2000 : David Lachenbruch
- 2000 : William Shockley
- 2000 : Alexander Graham Bell
- 2000 : Avery Fisher
- 2000 : James B. Lansing
- 2000 : Ross Siragusa
- 2000 : Andre Blay
- 2000 : Frank Freimann
- 2000 : Saul B. Marantz
- 2000 : Shizuo Takano
- 2000 : Walter Brattain
- 2000 : Paul Galvin
- 2000 : Guglielmo Marconi
- 2000 : Nikola Tesla
- 2000 : Karl Ferdinand Braun
- 2000 : Charles Ginsburg
- 2000 : Konosuke Matsushita
- 2000 : Jack Wayman
- 2000 : Nolan Bushnell
- 2000 : Peter Goldmark
- 2000 : Eugene F. McDonald
- 2000 : Vladimir Zworykin
- 2000 : Powel Crosley Jr.
- 2000 : Sidney Harman
- 2000 : Akio Morita
- 2000 : Lee De Forest
- 2000 : Heinrich Hertz
- 2000 : Robert Noyce